# Стара-Рава
Стара-Рава (пол. Stara Rawa) — деревня в Польше, в Лодзинском воеводстве, в Скерневицком повяте, в гмине Новы-Кавенчин. Расположена в центре страны, в 70 километрах к юго-западу от Варшавы, на реке Равке.

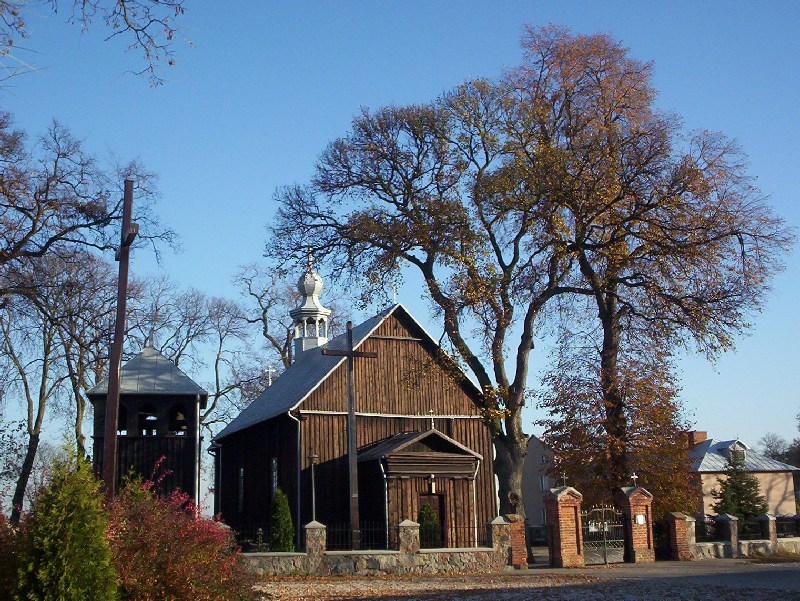
костёл и колокольня

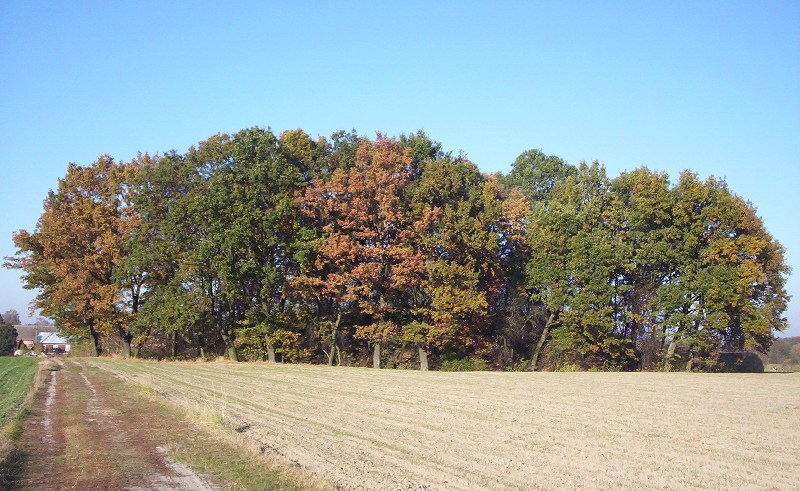
остаток крепости из XI в.

Город Рава основан в XI—XII, oт oк. XV в. — деревня Стара-Рава. Впервые упомянута в XIII.
В деревнe находятся деревянные: костёл и колокольня (1731 г.), кладбище и остаток крепости из XI в.
По данным на 2004 г., население составляет ок. 300 жителей.